# Argyreia androyensis
Argyreia androyensis är en vindeväxtart som beskrevs av T. Deroin. Argyreia androyensis ingår i släktet Argyreia och familjen vindeväxter. Inga underarter finns listade i Catalogue of Life.